# Keri Sable
Keri Sable (Buffalo, Nova Iorque, 28 de abril de 1986) é uma atriz pornográfica americana. Mora atualmente em San Diego na Califórnia. Ela tem ascendência italiana.

## Biografia
Keri Sable começou no pornô americano em 2004 após ter completado 18 anos. Virou uma das maiores revelações dos últimos anos no pornô americano e consequentemente mundial, conquistando milhares de fãs em pouquíssimo tempo. Fez até o começo de 2006 um pouco mais de 60 filmes. Atualmente ela possui um contrato de exclusividade com a "Wicked Pictures", estúdio de cinema pornô americano fundado em 1993.
Retirou-se do cinema pornô em 2006, e voltou em 2007, um ano depois, com o filme Evil Anal 4 e Monster Meat 2.

## Filmografia selecionada
- Anal Expedition # 6
- Cream Filled Ass Pies
- Cum Filled Asshole Overload # 2
- Down The Hatch # 14
- Fine Ass Babes # 2
- Fuel Injected # 2
- North Pole # 54
- POV Pervert # 5
- Service Animals # 18
- Squirting 101 # 4
- Teen Dreams # 8
- Teen Fuck Holes # 1
- Teenage Spermaholics # 3
- Teens Revealed # 5
- Teens Too Pretty For Porn # 1
- Who's Your Daddy? # 6

## Prêmios e indicações

### XRCO (X-Rated Critics Organization)
- 2005 - Indicada - Categoria New Starlet (referente ao ano de 2004)
- 2005 - Indicada - Categoria Teen Cream Dream (idem)

### AVN (Adult Video News)
- 2006 - Indicada - Categoria New Starlet (referente ao ano de 2005)[1]
- 2006 - Indicada - Categoria Best Anal Sex Scene - Film (idem)[1]
- 2006 - Indicada - Categoria Best Group Sex Scene - Video (idem)[1]
- 2006 - Indicada - Categoria Best Group Sex Scene - Film (idem)[1]
- 2007 - Indicada - Categoria Best Supporting Actress – Video (idem)[2]

### Outros
- 2005 - Melhor Revelação do Ano - Nightmoves Adult Entertainment Awards (escolha do público)
- 2005 - Indicada na categoria "Best Newbie" - Rog Awards Critic's Choice